# 科涅瓦
48°32′51″N 27°52′20″E / 48.54750°N 27.87222°E

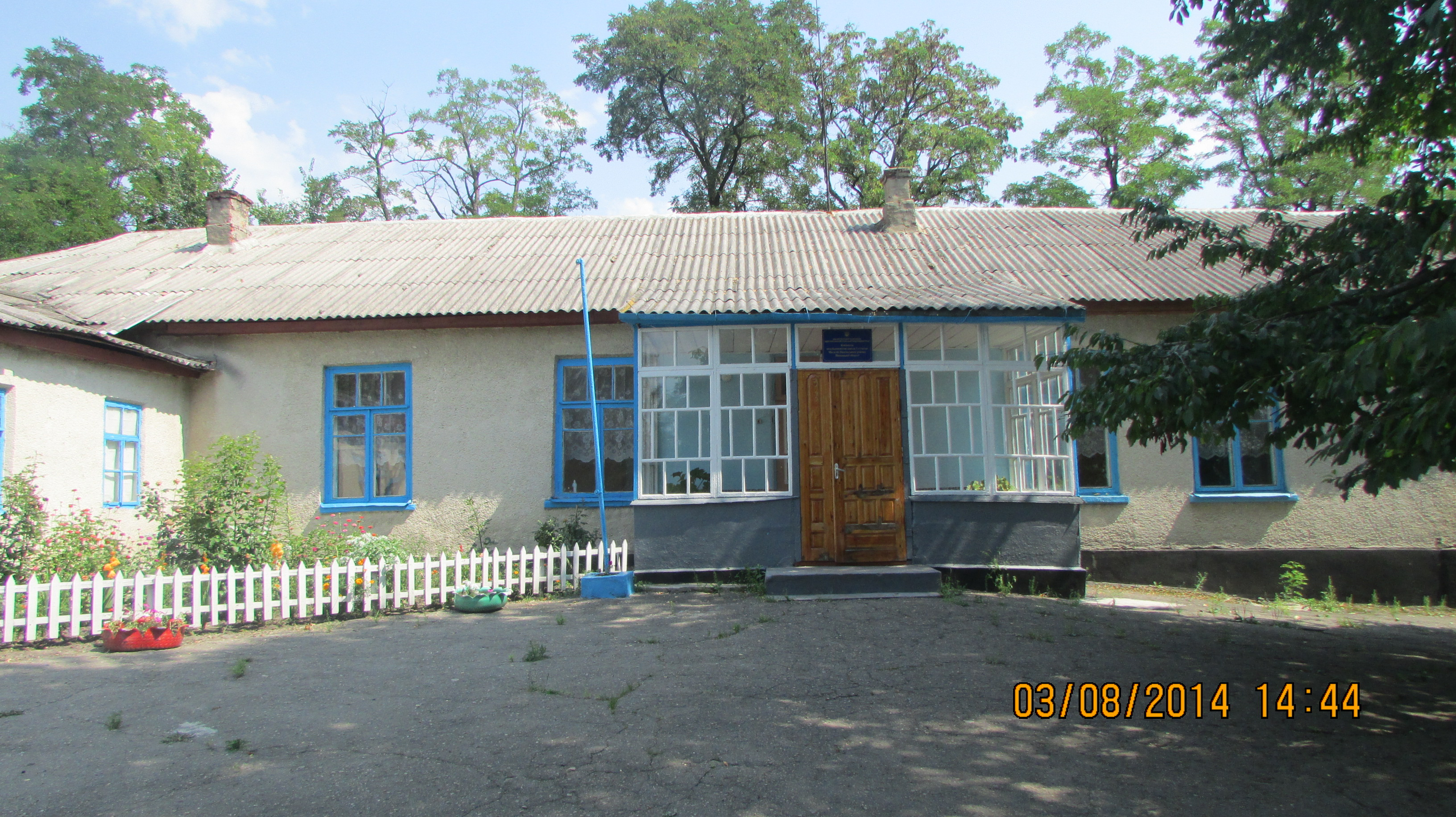

科涅瓦（烏克蘭語：Конева），是烏克蘭西南部的村莊，隸屬文尼察州的莫希利夫-波季利斯基區。該村始建於1632年，面積1.42平方公里，海拔高度241米，2001年人口555，人口密度每平方公里390.85人。